# Palantir Technologies
Palantir Technologies, Inc. és una companyia americana privada de programari i serveis, especialitzada en anàlisis de dades massives (big data). Fundada el 2004, els clients inicials de Palantir van ser diverses agències federals de la United States Intelligence Community. Des de llavors, va expandir la seva base de clients i va començar a donar servei a governs estatals i locals, així com a companyies privades del sector financer i de l'àmbit de la salut. La companyia és coneguda per dos projectes de programari en particular: Palantir Gotha, utilitzat per analistes de contra-terrorisme pels serveis d'Intel·ligència i de defensa dels Estats Units, investigadors anti-frau, ciberanalistes de l'Information Warfare Monitor (responsable per les investigacions de GhostNet i de Shadow Network). Al seu torn, Palantir Metropolis és un programari utilitzat per fons d'inversió i empreses del sector financer.
El 2013, el director executiu de l'empresa, Alex Karp, va anunciar la companyia no buscaria finançament sortint a la borsa. Mesos després, a principis de 2014 la companyia estava valorada en $9 mil milions de dòlars, segons Forbes, convertint-la en una de "les companyies de tecnologia privades més valuoses de Silicon Valley". Des de llavors ha realitzat diverses rondes de finançament privat, incorporant a inversors com Kenneth Langone, Stanley Druckenmiller, In-Q-Tel de la CIA, Tiger Global Administration o el mateix Founders Fund, amb el fundador, Peter Thiel, era l'accionista principal de l'empresa. El gener 2015, la companyia estava valorada en 15 mil milions de dòlars. L'empresa té presència a Europa, mitjançant l'start-up de mineria de dades Gray Haven.

## Història

### 2003–2009: Fundació i primers anys
Oficialment creada el maig de 2003, Palantir és generalment considerada com una companyia fundada el 2004 per Peter Thiel, Alex Karp, Joe Lonsdale, Stephen Cohen, i Nathan Gettings. Les inversions inicials van ser de $2 milions de dòlars americans per part de In-Q-Tel, de la CIA i $30 milions de Thiel i la seva empresa, Founders Fund. Alex Karp és el CEO de Palantir. El nom prové les "pedres per veure" que apareixen als llibres El Senyor dels Anells i El Silmarillion de J. R. R. Tolkien. Va obrir les seves oficines centrals a Palo Alto, Califòrnia, tot i que posteriorment va obrir altres delegacions als Estats Units i per la resta del món.
Palantir va desenvolupar la seva tecnologia amb l'ajuda de científics computacionals i analistes d'agències d'intel·ligència durant més de tres anys, a través de pilots facilitats per In-Q-Tel. El concepte de programari va sortir de tecnologia desenvolupada a PayPal per detectar activitat fraudulenta, sovint duta a terme per sindicats d'organitzacions criminals. La companyia va decidir que calia unir els esforços de la intel·ligència artificial i la humana per a derrotar un adversari adaptatiu, proposant tècniques d'intel·ligència augmentada.

### 2010: Ghostnet i la Shadow Network
Entre 2008 i 2010 el projecte de recerca Information Warfare Monitor va utilitzar programari de Palantir per descobrir tant Ghostnet com la Shadow_Network. Ghostnet era una ciber xarxa d'espionatge establerta a la Xina que tenia com a objectiu a 1.295 ordinadors en 103 països, incloent l'oficina del Dalai Lama, un ordinador de l'OTAN i diverses ambaixades. La Shadow Network era també una operació d'espionatge amb base a la Xina que va aconseguir accés a la seguretat índia i al seu aparell de defensa. Amb ella van robar diversos documents de la seguretat índia, d'ambaixades a l'estranger, i activitat de tropes de l'OTAN a l'Afganistan.

### 2010–2012: Expansió
L'abril 2010, Palantir va anunciar que s'associava amb Thomson Reuters per vendre el producte Palantir Metropolis com a QA Estudi. El 18 de juny, 2010, el Vicepresident Joe Biden i de l'Oficina d'Administració i el Director de Pressupost Peter Orszag van realitzar una roda de premsa a la Casa Blanca on va anunciar l'èxit de la lluita contra el frau en l'estímul de la Junta de Imputabilitat i Transparència en la Recuperació (RATB). Biden va acreditar l'èxit al programari, Palantir Metropolis, que havia sigut utilitzat pel govern federal. Va anunciar que aquesta capacitat seria desplegada en altres agències de govern, començant amb Medicare i Medicaid. Això va comportar uns ingressos estimats de 250 milions de dòlars el 2011.
El 2010 l'empresa proposà a la Cambra de Comerç dels Estats Units fer una campanya de sabotatge secret contra l'oposició dels Partit Demòcrata que consistia en "crear identitats falses per a infiltrar-se als grups, extraure dades de les aplicacions de xarxes socials amb bots i posar informació falsa als grups demòcrates per a desacreditar-los posteriorment".

### 2013
Un document filtrat a TechCrunch revelava que entre els clients de Palantir del 2013 s'incloïen almenys dotze grups dins del govern dels Estats Units, incloent la CIA, DHS, NSA, FBI, CDC, el Cos d'Infanteria de Marina, la Força Aèria, Comandament d'Operacions Especials, West Point, entre d'altres. Així i tot, durant aquest temps l'Exèrcit dels Estats Units continuava utilitzant la seva eina d'anàlisi de dades pròpia. També, segons TechCrunch, les agències d'espionatge nacionals com la CIA i el FBI van estar enllaçades per primera vegada mitjançant programari de Palantir, quan les seves bases de dades anteriorment havien estat "sitges."
Al setembre 2013, Palantir va informar d'una aportació de capital de més de $196 milions, segons unes presentacions en la SEC. S'estimava que la companyia probablement tancaria gairebé $1.000 milions en contractes el 2014. El CEO Alex Karp va anunciar el 2013 que la companyia no buscaria sortir a borsa, per la dificultat de fer-ho en una empresa amb tal nombre d'informació sensible. El desembre 2013, la companyia va començar una nova ronda de finançament, aixecant al voltant de $450 milions de provinents d'inversors privats. Això va elevar el valor de la companyia a $9 mil milions, segons Forbes, i la revista explicava que la taxació va posar a Palantir "entre les companyies de tecnologia privades més valuoses de Sillicon Valley."

### 2014– actualitat
Al desembre 2014, Forbes va informar que Palantir buscava trobar $400 milions en una ronda addicional de finançament, després que la companyia va presentar els papers en la Securities and Exchange Commission el mes anterior. L'informe es basava en una recerca de VC Experts. Si es completava, Forbes declarava que el finançament de Palantir podria aconseguir un total de $1.200 milions.
La companyia estava valorada en $15 mil milions al novembre de 2014. El juny de 2015, Buzzfeed va informar que la companyia estava aixecant fins a $500 milions en nous capitals amb una taxació de $20 mil milions. Al desembre 2015, va aixecar $880 milions addicionals, mentre la companyia era encara valorada en $20 mil milions. Al febrer 2016, Palantir va comprar Quimono Labs, una startup que fa fàcil recollir informació de llocs web públics.
El març de 2017 es va fer públic que Palantir havia triplicat la seva presència a Europa en els darrers anys, principalment mitjançant l'empresa Grey Havens, amb base a Londres.
El Departament de Policia de Los Angeles baix el programa LASER (Los Angeles Strategic Extraction and Restoration) utilitzen programari de Palantir Technologies per a el servei de policia predictiva, almenys des del 2017, fent seguiment de criminals crònics. Aquesta pràctica fou denunciada per una organització sense ànim de lucre, Stop LAPD Spying.

## Productes

### Palantir Gotham
Palantir Gotham (anteriorment conegut com a Palantir Government) integra dades estructurades i desestructurades, proporciona capacitats de cerca i descobriment, administració de coneixement i col·laboració segura. La plataforma Palantir inclou proteccions de la intimitat i llibertats civils recomanades per requisits legals com aquelles en la Llei d'Implementació de la Comissió 9/11 de 2004 als Estats Units. Els controls d'intimitat de Palantir suposadament mantenen les recerques centrades, en oposició a les tècniques de mineria de dades expansives que han suscitat crítiques de defensors de la intimitat preocupats per la protecció de les llibertats civils. Palantir manté etiquetes de seguretat a un nivell granular.
Palantir anteriorment operava el lloc AnalyzeThe.US, el qual permetia a potencials clients de Palantir i afiliats a utilitzar Palantir Gotham per fer anàlisis en dades públicament disponibles de data.gov, usaspending.gov, la base de dades de Secrets Oberts del Centre per a Política Responsiva, i dades de Salut Comunitària d'hhs.gov.

### Palantir Metropolis
Palantir Metropolis (anteriorment conegut com a Palantir Finance) és programari per a la integració de dades, administració d'informació i analítica quantitativa. El programari es connecta a conjunts de dades comercials, propietaris i públiques i descobreix tendències, relacions i anomalies, incloent anàlisi predictiva.

### Altres
La companyia ha estat involucrada en diversos productes per a negocis i per a consumidors, dissenyant part d'ells. Per exemple, en 2014, ells van mostrar Insightics, el qual segons el Wall Street Journal "extreu informació de despeses i demogràfica de clients des dels registres de targetes de crèdit". Va ser creada en tàndem amb la companyia de processament de crèdit First Data."

## Controvèrsies

### Propostes a Wikileaks (2010)
El 2010 Hunton & Williams LLP presumptament van sol·licitar a Berico Tecnologies, Palantir, i HBGary Federal que redactessin un pla de resposta a “l'amenaça WikiLeaks”. A inicis de 2011 Anonymous va alliberar documents interns de HBGary, incloent el pla. Aquest pla proposava que el programari de Palantir podria “servir com la base per a tota la recol·lecció de dades, integració, anàlisi i esforços de producció”. El pla també incloïa presentacions de diapositives, suposadament fetes pel CEO de HBGary Aaron Barr, qui suggeria “escampar desinformació” i “interrompre” el suport de Glenn Greenwald a Wikileaks.
Karp, director de Palantir, va trencar tots els llaços amb HBGary i va emetre una declaració disculpant-se i encarregant una auditoria a la seva pròpia empresa, realitzada per un estudis d'advocats externs.